# دان گیبسون
دان گیبسون (انگلیسی: Don Gibson (footballer)؛ زادهٔ ۱۲ مهٔ ۱۹۲۹) یک بازیکن فوتبال اهل انگلستان است. 
از باشگاه‌هایی که در آن بازی کرده‌است می‌توان به باشگاه فوتبال منچستر یونایتد، باشگاه فوتبال لیتون اورینت، و باشگاه فوتبال شفیلد ونزدی اشاره کرد.